# 利沙·利安度
利安度·利沙·艾斯華度（Leandro Lessa Azevedo，1978年9月1日—）一般称作利沙利安度，生于里貝郎普雷圖，是巴西职业足球运动员，现效力于日本職業足球联赛球会東京綠茵队。